# Halo of Flies
Halo of Flies is een single van Alice Cooper en de bijbehorende band die in de jaren 70 alleen in Europa is uitgegeven. Het vrij lange nummer is afkomstig van de elpee Killer uit 1971. In juni 1973 wordt het nummer in Europa op single uitgebracht.

## Achtergrond
Het wordt pas een hit wanneer Alice Cooper al twee albums verder is en de single in juni 1973 opgepikt wordt door Radio Veronica-dj Lex Harding. Het is een atypische Alice Cooper-plaat: Cooper stond in die dagen garant voor hardrock en deze plaat valt daar slechts deels onder. Het ging meer richting progressieve rock à la King Crimson en er zijn ook psychedelische invloeden hoorbaar. Het heeft opvallend lange instrumentale passages en een soort drumsolo. De single duurde voor die tijd lang (8:17", hoewel de single 8:21" vermeldde). Met B-kant Under My Wheels (2:51).
De plaat werd uitsluitend een hit in het Nederlandse taalgebied. In Nederland bereikte de plaat de 5e positie in zowel de Nederlandse Top 40 op Radio Veronica als in de Hilversum 3 Top 30 / Daverende Dertig. 
In België bereikte de plaat de 24e positie in de voorloper van de Vlaamse Ultratop 50 en de 14e positie in de Vlaamse Radio 2 Top 30. In Wallonië werd géén notering behaald.
Op zich niet zo verwonderlijk dat de plaat een succes werd in Nederland en België (Vlaanderen), want ook School's Out en Elected (later opgenomen, maar eerder uitgebracht) deden het hier goed in de verkoop.
Sinds 2006 werd de plaat weer live door de band gespeeld, nadat Alice Cooper de vraag tijdens een interview met het blad Aardschok kreeg waarom de band de plaat vrijwel niet meer live speelde. Cooper legde uit dat het al lange tijd niet live is gespeeld omdat het uitsluitend in Nederland en België een hit is geweest. Na het interview in Nederland werd de plaat opeens weer live gespeeld bij het eerstvolgende concert dat een aantal dagen na het interview plaatsvond.
De plaat duurde zo lang dat dj's van zowel Radio Veronica (toen nog op het schip) en de publieke popzender Hilversum 3 soms grapten dat ze even een ommetje gingen maken om een bakje koffie te halen, zeker als ze de volledige versie draaiden.
De band Halo of Flies is naar deze plaat genoemd. Halo of Flies was niet de enige symfonische plaat van de band; het veel latere How You Gonna See Me Now (1979) ging ook die kant op.

## Musici
- Alice Cooper - zang
- Glen Buxton – gitaar
- Michael Bruce – slaggitaar, toetsinstrumenten
- Dennis Dunaway – basgitaar
- Neal Smith – slagwerk

## Hitnoteringen

### Nederlandse Top 40
| "Halo of Flies" in de Nederlandse Top 40 - binnen 28-07-1973 | "Halo of Flies" in de Nederlandse Top 40 - binnen 28-07-1973 | "Halo of Flies" in de Nederlandse Top 40 - binnen 28-07-1973 | "Halo of Flies" in de Nederlandse Top 40 - binnen 28-07-1973 | "Halo of Flies" in de Nederlandse Top 40 - binnen 28-07-1973 | "Halo of Flies" in de Nederlandse Top 40 - binnen 28-07-1973 | "Halo of Flies" in de Nederlandse Top 40 - binnen 28-07-1973 | "Halo of Flies" in de Nederlandse Top 40 - binnen 28-07-1973 | "Halo of Flies" in de Nederlandse Top 40 - binnen 28-07-1973 | "Halo of Flies" in de Nederlandse Top 40 - binnen 28-07-1973 | "Halo of Flies" in de Nederlandse Top 40 - binnen 28-07-1973 | "Halo of Flies" in de Nederlandse Top 40 - binnen 28-07-1973 |
| Week                                                         | 1                                                            | 2                                                            | 3                                                            | 4                                                            | 5                                                            | 6                                                            | 7                                                            | 8                                                            | 9                                                            | 10                                                           |                                                              |
| ------------------------------------------------------------ | ------------------------------------------------------------ | ------------------------------------------------------------ | ------------------------------------------------------------ | ------------------------------------------------------------ | ------------------------------------------------------------ | ------------------------------------------------------------ | ------------------------------------------------------------ | ------------------------------------------------------------ | ------------------------------------------------------------ | ------------------------------------------------------------ | ------------------------------------------------------------ |
| Nummer                                                       | 17                                                           | 10                                                           | 6                                                            | 5                                                            | 5                                                            | 10                                                           | 16                                                           | 24                                                           | 37                                                           | 38                                                           | uit                                                          |

### Hilversum 3 Top 30 / Daverende Dertig
| "Halo of Flies" in de Hilversum 3 Top 30 - binnen: 28-07-1973 | "Halo of Flies" in de Hilversum 3 Top 30 - binnen: 28-07-1973 | "Halo of Flies" in de Hilversum 3 Top 30 - binnen: 28-07-1973 | "Halo of Flies" in de Hilversum 3 Top 30 - binnen: 28-07-1973 | "Halo of Flies" in de Hilversum 3 Top 30 - binnen: 28-07-1973 | "Halo of Flies" in de Hilversum 3 Top 30 - binnen: 28-07-1973 | "Halo of Flies" in de Hilversum 3 Top 30 - binnen: 28-07-1973 | "Halo of Flies" in de Hilversum 3 Top 30 - binnen: 28-07-1973 | "Halo of Flies" in de Hilversum 3 Top 30 - binnen: 28-07-1973 |
| Week                                                          | 1                                                             | 2                                                             | 3                                                             | 4                                                             | 5                                                             | 6                                                             | 7                                                             |                                                               |
| ------------------------------------------------------------- | ------------------------------------------------------------- | ------------------------------------------------------------- | ------------------------------------------------------------- | ------------------------------------------------------------- | ------------------------------------------------------------- | ------------------------------------------------------------- | ------------------------------------------------------------- | ------------------------------------------------------------- |
| Nummer                                                        | 26                                                            | 9                                                             | 5                                                             | 5                                                             | 7                                                             | 16                                                            | 21                                                            | uit                                                           |

### NPO Radio 2 Top 2000
| Nummer met noteringen in de NPO Radio 2 Top 2000 | '99 | '00 | '01 | '02 | '03 | '04 | '05 | '06 | '07 | '08 | '09 | '10 | '11 | '12 | '13 | '14 | '15 | '16 | '17 | '18 | '19 | '20 | '21 | '22 | '23 | '24 |
| ------------------------------------------------ | --- | --- | --- | --- | --- | --- | --- | --- | --- | --- | --- | --- | --- | --- | --- | --- | --- | --- | --- | --- | --- | --- | --- | --- | --- | --- |
| Halo of Flies                                    | 63  | 24  | 19  | 21  | 35  | 39  | 57  | 78  | 56  | 51  | 91  | 85  | 109 | 167 | 191 | 209 | 253 | 288 | 268 | 452 | 535 | 662 | 651 | 637 | 654 | 620 |

1. ↑  Een vetgedrukt getal geeft de hoogste notering aan.

## Trivia
- Met een speelduur van 8 minuten en 21 seconden was het destijds (1973) de langste Nederlandse Top 40 en Hilversum 3 Top 30 / Daverende Dertig hit in de geschiedenis. De single deelde later het record met O Superman van Laurie Anderson, dat eveneens 8:21" duurde. Later zijn er langere Nederlandse Top 40, Nationale Hitparade en TROS Top 50 hits geweest, maar die waren later (vanaf 1988) ook allemaal op cd-single verschenen. O Superman en Halo of Flies zijn derhalve nog altijd de langste 7"-vinyl singles die in de Nederlandse Top 40, Hilversum 3 Top 30, Nationale Hitparade en de TROS Top 50 hebben gestaan.